# Ivana Kantarská
Ivana Kantarská (* 31. August 1995 in Banská Bystrica) ist eine slowakische Fußballspielerin.

## Karriere

### Verein
Kantarská startete ihre aktive Karriere 2003 in der F-Jugend des MFK Banská Bystrica. Sie durchlief sämtliche Mannschaften bis zur C-Jugend beim MFK Banska Bystrica, bevor sie 25. August 2010 zum ŠK Selce wechselte. Im Sommer 2012 rückte sie beim ŠK Selce in die Seniorenmannschaft auf und feierte ihr Debüt in der höchsten slowakischen Frauenspielklasse I. Liga Ženy gegen den ŠK Slovan Bratislava.

### Nationalmannschaft
Kantarská ist A-Nationalspielerin der slowakischen Fußballnationalmannschaft. Zuvor spielte sie bereits in der U-19-Nationalmannschaft.

## Persönliches
Kantarská besuchte in ihrer Geburtsstadt Banská Bystrica das Gymnasium Gymnázium Jozefa Gregora Tajovského und machte 2013 hier ihr Abitur.